# Superchunk
Superchunk es una banda estadounidense de rock formada en 1989 en Chapel Hill, Carolina del Norte, es considerado uno de los grupos pertenecientes al rock alternativo de la década de 1990. Superchunk nunca perteneció a alguna escena popular, pero en la actualidad mantienen y mantuvieron su estatus de culto.
También perteneció al movimiento llamado Ética DIY de la década de 1990, tomando influencias igual del punk rock.

## Integrantes

### Formacíon Actual
- Mac McCaughan - vocal, guitarra
- Laura Ballance - bajo
- Jim Wilbur - guitarra
- Jon Wurster - batería

### Exintegrantes
- Chuck Garrison - batería (1989 - 1991)
- Jack McCook - guitarra (1989 - 1990)
- Jason Narducy - guitarra (? - ?)

## Discografía

### Álbumes de estudio
- 1990: "Superchunk" (Matador Records)
- 1991: "No Pocky for Kitty" (Matador Records)
- 1993: "On the Mouth" (Matador Records)
- 1994: "Foolish" (Merge Records)
- 1995: "Here's Where the Strings Come In" (Merge Records)
- 1997: "Indoor Living" (Merge Records)
- 1999: "Come Pick Me Up" (Merge Records)
- 2001: "Here's to Shutting Up" (Merge Records)
- 2010: "Majesty Shreeding" (Merge Records)
- 2013: "I Hate Music" (Merge Records)
- 2018: "What a Time to Be Alive" (Merge Records)
- 2022: "Wild Loneliness" (Merge Records)

### EPs
- 1996: "The Laughter Guns"
- 2000: "1,000 Lbs"
- 2001: "Late Century Dream"
- 2001: "Art Class"
- 2009: "Leaves in the Gutter"

### Recopilaciones
- 1992: "Tossing Seeds (Singles 89-91)"
- 1992: "Fortune Cookie Prize: A Tribute to Beat Happening" (tributo a Beat Happening)
- 1992: "Freedom of Choice: Yesterday's New Wave Hits as Performed by Today's Stars" (tributo a Devo)
- 1995: "Incidental Music 1991-95"
- 2002: "The Clambakes Series, Vol. 1: Acoustic In-Stores East & West"
- 2003: "Cup of Sand"
- 2003: "The Clambakes Series, Vol. 2: Music for Kinugasa's 'A Page of Madness"
- 2004: "The Clambakes Series, Vol. 2: Music for Kinugasa's 'A Page of Madness"
- 2011: " The Clambakes Vol. 5: Cup of Clams - Live at Cat’s Cradle, October 2003"
- 2013: "Clambakes Vol 7: Shut the F*ck Up!…No, We Love You – Live at the Corner Hotel 1996"
- 2014: "While No One Was Looking: Toasting 20 Years of Bloodshot Records" (recopilación de la discográfica Bloodshot Records)